# Малая Андреевка (Харьковская область)
Малая Андреевка (укр. Мала Андріївка) — село,
Подоловский сельский совет,
Барвенковский район,
Харьковская область.
Село ликвидировано в 1997 году.

## Географическое положение
Село Малая Андреевка находится на левом берегу реки Сухой Торец.
Ниже по течению на расстоянии в 1 км на противоположном берегу расположено село Александровка.
Село разделено на две части, разнесённых на 1,5 км.

## История
- 1997 — село ликвидировано[1].